# Cystiactis eydouxii
Cystiactis eydouxii is een zeeanemonensoort uit de familie Actiniidae. De anemoon komt uit het geslacht Cystiactis. Cystiactis eydouxii werd in 1857 voor het eerst wetenschappelijk beschreven door Milne Edwards. 